# جدجد نملي ثنائي الحزمة
جدجد نملي ثنائي الحزمة (الاسم العلمي: Myrmecophilus bifasciatus) هو نوع من الحشرات يتبع جنس الجدجد النملي من فصيلة الجداجد النملية.